# Libín
Libín é uma comuna checa localizada na região da Boêmia do Sul, distrito de České Budějovice.